# 歐文頓 (伊利諾伊州)
歐文頓（英語：Irvington）是位於美國伊利諾伊州華盛頓縣的一個村落。

## 地理
歐文頓的座標為38°26′19″N 89°09′40″W / 38.43861°N 89.16111°W，而該地最高點為海拔高度162米（即531英尺）。

## 人口
根據2010年美國人口普查的數據，歐文頓的面積為2.68平方千米，當中陸地面積為2.67平方千米，而水域面積為0.01平方千米。當地共有人口659人，而人口密度為每平方千米245人。